# Muhammed Alim Chan
Said Mir Muhammed Alim Chan (Сейид Мир Мухаммед Алим-хан; ur. 3 stycznia 1880 w Bucharze, zm. 28 kwietnia 1944 w Kabulu) – ostatni emir Buchary, pochodzący z dynastii Mangytów, panujący w latach 1910–1920.

## Życiorys
W młodości służył w wojsku rosyjskim. Potem administrował poszczególnymi regionami emiratu. Objął władzę po śmierci ojca, Abd al-Ahad Chana (Abdul-Ahad-Chana, Abdullachad-Chana), 4 grudnia 1910 roku. Za dzień koronacji przyjmuje się natomiast 3 stycznia 1911 roku, gdy Muhammed został oficjalnie uznany przez cara Rosji Mikołaja II. Formalnie Muhammed był bowiem jego lennikiem, a nad emiratem Imperium Rosyjskie sprawowało protektorat.
Muhammed dbał o dobre stosunki z caratem i zachowanie autonomii emiratu. Utrzymywał władzę absolutną, ale też bezpieczeństwo w granicach państwa. Po wybuchu rewolucji październikowej przyjął informację o anulowaniu przez bolszewików umowy o protektoracie rosyjskim nad emiratem. W czasie wojny domowej w Rosji obiecał wprowadzenie reform, ale wycofał się z postulatów i tłumił opozycję, szczególnie komunistyczną. Organizował obronę państwa przed bolszewikami, ściągając tureckich i afgańskich ochotników.
We wrześniu 1920 roku do Buchary weszła Armia Czerwona pod wodzą Michaiła Frunzego, a Muhammed zbiegł do Afganistanu. Organizował walkę przeciwko bolszewikom, ale w 1921 został pokonany. Wspierał partyzantkę basmaczy i tureckiego generała İsmaila Envera (Envera Paszy). Zmarł na wygnaniu w 1944 roku.

## Życie prywatne
Ożenił się w 1902 roku i miał trzech synów: Ibrahima (ur. 27 grudnia 1903 roku), Sułtanmurada oraz Szahmurada. Pierwsi dwaj zginęli, a trzeci przeszedł na stronę komunistów. W Afganistanie żyła jego córka Szkuria Raad Alimi – dziennikarka, która po interwencji sowieckiej wyemigrowała wraz z rodziną do USA.